# Anton Jussel

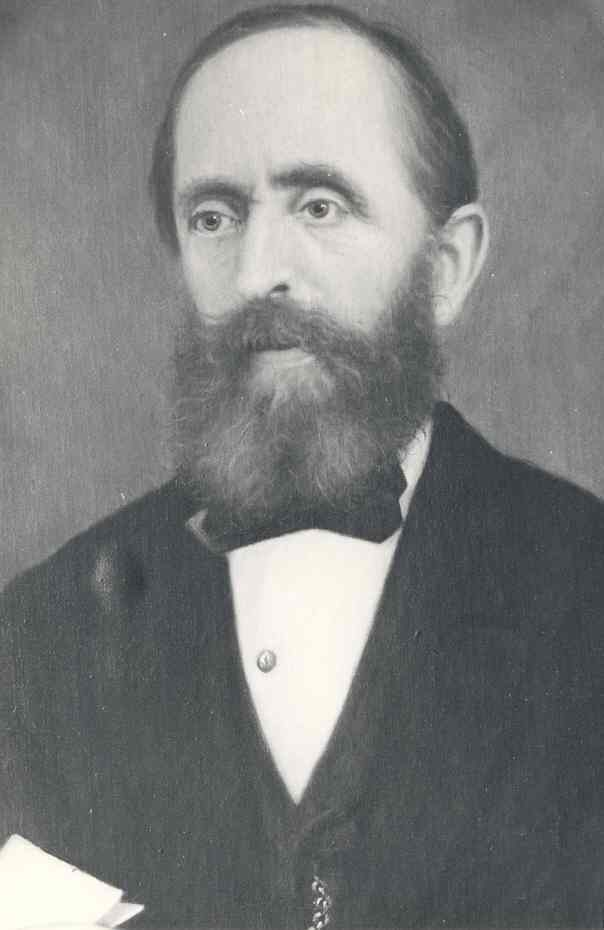
Anton Jussel

Anton Jussel (* 6. November 1816 in Bludenz; † 23. Juli 1878 in Bregenz) war ein liberaler Advokat und Landeshauptmann Vorarlbergs (1873–1878).

## Leben
Jussel schloss das Gymnasium in Feldkirch im Jahr 1834 ab und begann gleich das Studium der Rechte in Innsbruck. An der juristischen Fakultät der Universität Innsbruck erhielt Jussel am 27. Juli 1842 das Doktordiplom.
1842 trat er als Doktor der Rechte in den Staatsdienst, in welchem er zuletzt als Bezirksrichter in Ampezzo in Südtirol wirkte.
Im November 1866 wurde Jussel vom Wahlbezirk Bludenz-Montafon und im Jahr 1867 von der Handels- und Gewerbekammer zum Abgeordneten in den Vorarlberger Landtag gewählt.
Am 27. Juni 1873 wird Anton Jussel von Kaiser Franz Joseph I. zum Landeshauptmann von Vorarlberg ernannt. Er trat damit die Nachfolge von Sebastian Ritter von Froschauer (* 1801; † 1884) an.
Jussel übte das Amt aus bis 1878 und nach ihm wurde Karl Graf von Belrupt-Tissac (* 1826; † 1903) durch den Kaiser zum Landeshauptmann ernannt.
Mit seiner Ernennung 1873 übersiedelte Jussel nach Bregenz, wo er bis zu seinem Ableben am 23. Juli 1878 lebte.

## Auszeichnungen
- Ehrenbürger des Marktes Hard (vom 5. Juli 1873)
- Ehrenbürger der Stadt Rattenberg
- Ehrenmitglied der Militär- und Veteranenvereine zu Feldkirch und Bludenz